# Chulika Sutra
Les Chulika Sutras sont des textes sacrés du jaïnisme. Bien qu'ils ne soient pas des textes primordiaux comme les Purvas et les Angas, les Chulika Sutras sont classés comme importants; ce que la traduction littérale de leur dénomination: Textes annexes ne laisse pourtant pas entendre. Ils sont composés de deux écrits: le Nandi Sutra et l'Anuyogadvara. Ce dernier est lui-même un recueil parlant par exemple de philosophie et des pratiques religieuses. Le Nandi Sutra évoque divers sujets comme les Tirthankaras: les Maîtres éveillés, et aussi les cinq types de connaissance suivant le jaïnisme.